# Erysimum duriaei
Erysimum duriaei is een plant uit de kruisbloemenfamilie (Brassicaceae) die endemisch is in het Cantabrisch Gebergte.

## Etymologie en naamgeving
- Synoniemen: Erysimum duriaei subsp. duriaei, Erysimum humile subsp. duriaei (Boiss.) G.López, Erysimum ochroleucum subsp. duriaei (Boiss.) G.López

De botanische naam Erysimum is waarschijnlijk afkomstig van het Oudgriekse 'eryo' (ik red) en 'oime' (gezang), verwijzend naar het gebruik als geneesmiddel tegen heesheid. De soortaanduiding duriaei is een eerbetoon aan Michel Charles Durieu de Maisonneuve (1796-1878), een Frans botanicus die onder andere de Iberische en Algerijnse flora bestudeerde.

## Kenmerken
Erysimum duriaei is een overblijvende, kruidachtige plant met een dikwijls onderaan verhoutte stengel, tot 40 cm hoog. De stengelbladeren zijn tot 3 mm breed en 45 mm lang, lijn- tot lijnlancetvormig, met een gave bladrand.
De viertallige bloemen staan in een korte bloemtros. De bloemsteel staat rechtop en is tot 5 mm lang. De kelkbladen zijn tot 11 mm lang, de goudgele kroonbladen tot 20 mm lang en 6 mm breed. Er zijn vier lange meeldraden en twee korte met aan de basis honingklieren. De stempel is knotsvormig. De hauwen zijn tot 80 mm lang en staan rechtop.
De bloeitijd is van mei tot juni.

## Ecologie
Erysimum duriaei is een soort van zonnige locaties op kalkrijke bodems, rotsspleten en puinhellingen, tot 2300 m hoogte.

### Plantengemeenschap
In Spanje staat Erysimum duriaei te boek als kensoort van vegetatie van de Potentilletalia caulescentis, een orde uit van de muurvaren-klasse  (Asplenietea).

## Verspreiding
De soort is endemisch in het Cantabrisch Gebergte in het noorden van Spanje.
... · 
E. bicolor  ·  
E. cheiranthoides (Gewone steenraket)  ·  
E. cheiri (Muurbloem)  ·  
E. duriaei  ·  
E. franciscanum  ·  
E. hieracilifolium (Stijve steenraket)  ·  
E. repandum (Uitgespreide steenraket)  ·  
E. scoparium  ·  
E. teretifolium  ·  
E. wittmanni  ·  
...